# جلكى نهرية أسترالية
جلكى نهرية أسترالية (الاسم العلمي: Mordacia praecox) (بالإنجليزية: Australian brook lamprey, non-parasitic lamprey)‏ هي نوع من اللافكيات تتبع جنس الجلكى العاضة من فصيلة الجلكيات العاضة.